# Friedhelm Foerster
Friedhelm Foerster (* 25. Oktober 1930 in Klöden) ist ein ehemaliger Funktionär der DDR-Blockpartei National-Demokratischen Partei Deutschlands (NDPD). Er war Vorsitzender des Bezirksvorstandes Magdeburg der NDPD und Abgeordneter der Volkskammer der DDR.

## Leben
Der Sohn eines Lehrers besuchte die Oberschule mit Abitur. Nach dem Krieg wurde er 1947 Mitglied der FDJ, 1948 der NDPD und 1950 des FDGB. Von 1950 bis 1952 war er Jugendreferent beim Parteivorstand der NDPD. Von 1952 bis 1955 studierte er Rechtswissenschaften an der Deutschen Akademie für Staats- und Rechtswissenschaft „Walter Ulbricht“ in Potsdam-Babelsberg mit dem Abschluss als Diplomjurist. Von 1955 bis 1967 war er als politischer Mitarbeiter beim Sekretariat des Hauptausschusses der NDPD tätig. Von 1967 bis 1989 war er Mitglied des Parteivorstandes und von 1967 bis 1972 Sekretär des Hauptausschusses der NDPD. Vom 15. März 1972 bis 1989 war er Vorsitzender des Bezirksverbandes Magdeburg der NDPD. 
Seit 1968 war er Mitglied des Präsidialrates des DKB und des Präsidiums der Liga für Völkerfreundschaft der DDR, seit 1969 Mitglied des Präsidiums des Friedensrates der DDR. Am 9. August 1968 wurde er auf der 10. Tagung der Volkskammer als neuer Berliner Vertreter in der Volkskammer anstelle des verstorbenen Abgeordneten Jonny Löhr benannt. Von November 1971 bis 1976 war er als Abgeordneter der NDPD-Fraktion Stellvertreter des Vorsitzenden der Interparlamentarischen Gruppe der DDR und Mitglied des Ausschusses für Auswärtige Angelegenheiten der Volkskammer.

## Auszeichnungen
- Verdienstmedaille der DDR
- Dr.-Theodor-Neubauer-Medaille in Bronze
- Vaterländischer Verdienstorden in Bronze und in Silber (1976)[2]